# Sumitomo Rubber Industries
Sumitomo Rubber Industries, Ltd. (SRI) est une société du groupe Sumitomo Electric, réalisant un chiffre d'affaires annuel de l'ordre de 600 milliards de yens (2010). Actionnaire dans la filiale japonaise, Dunlop Japan, du groupe Dunlop en 1917, la société ne prendra le nom Sumitomo Rubber Industrie qu’en 1963, lorsqu'elle acquerra la totalité de Dunlop Japan.

## Historique
Outre la production de pneumatiques pour voiture, Dunlop Japan se spécialise également dans la fabrication de balles de golf et de tennis.
En 1984, après l’effondrement du groupe Dunlop, Sumitomo Rubber Industries rachète le groupe Dunlop et devient propriétaire de l’ensemble des entreprises du groupe, notamment en Europe ce qui lui permet d’accroître son marché.
En 2001, elle forme une coentreprise avec Goodyear dans laquelle elle cède notamment ses entreprises implantées en Europe tout en gardant des parts de marché à hauteur de 25 %.
En janvier 2025, Goodyear annonce la vente de la marque Dunlop à Sumitomo Rubber Industries pour 701 millions de dollars.